# Faverolles (Somme)
Faverolles település Franciaországban, Somme megyében. Lakosainak száma 173 fő (2022. január 1.). Faverolles Ételfay, Assainvillers, Laboissière-en-Santerre, Lignières, Montdidier és Piennes-Onvillers községekkel határos.

## Népesség
A település népességének változása:
| Lakosok száma | 151  | 155  | 164  | 161  | 165  | 170  | 171  | 170  | 173  |
|               | 2013 | 2015 | 2016 | 2017 | 2018 | 2019 | 2020 | 2021 | 2022 |